# Howe House

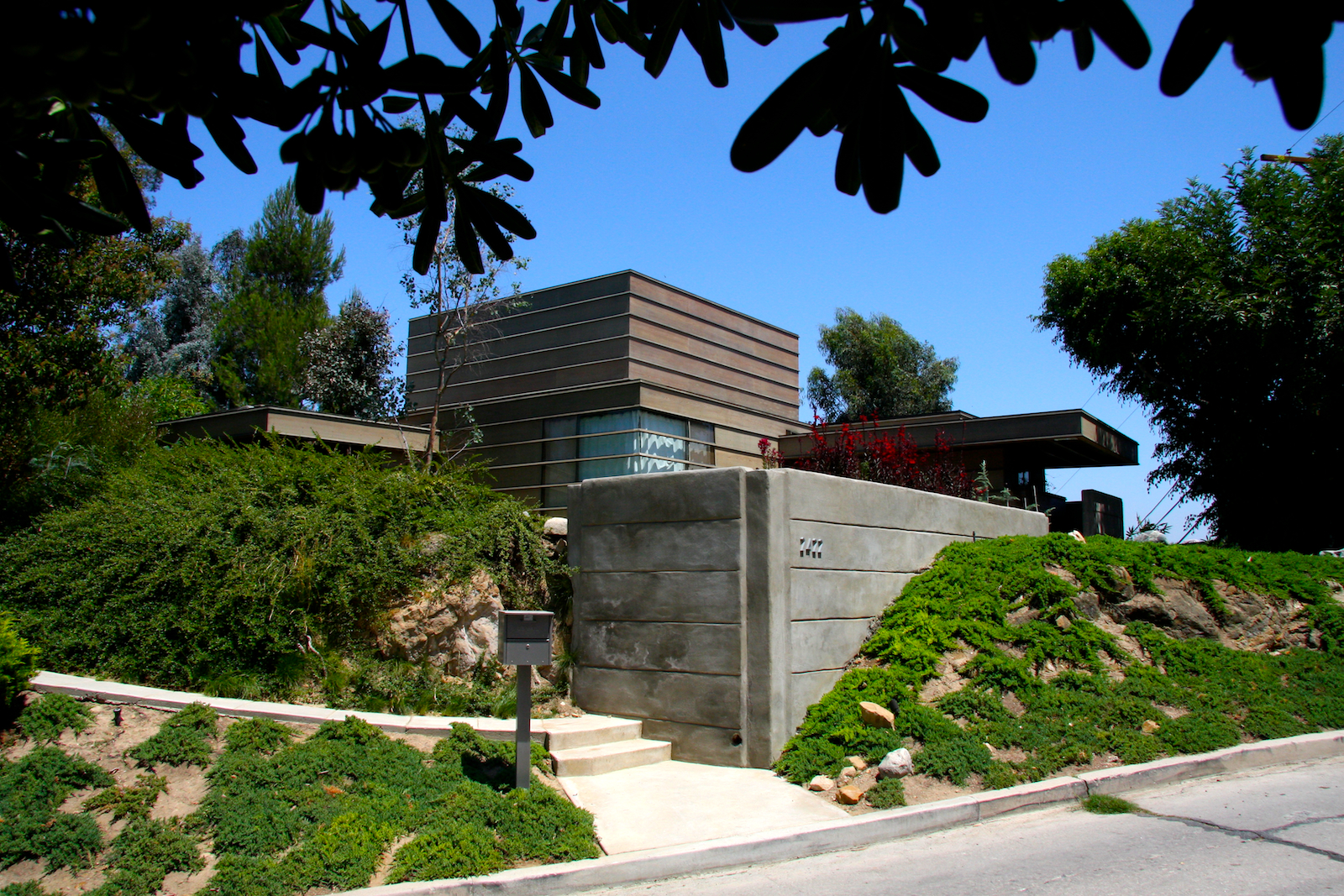
Howe House (1925) door Rudolph Schindler

Het Howe House werd in 1925 ontworpen door de Amerikaanse architect Rudolph Schindler. De woning bevindt zich aan de Silver Ridge Road, in Silver Lake, een woonwijk in de buurt van Los Angeles.
De woning is gebouwd op een steile heuvelkam, gericht naar de straat, en geniet van een prachtig uitzicht over de Los Angeles River. Het is een van de fijnste voorbeelden van Schindlers vermogen om geometrie en proportie op elkaar af te stemmen om interessante ruimtes te creëren. Het hoofdvolume van de woning is opgevat als een kubus, met kleinere ruimtes die eruit springen. Een gelijkaardig plan werd ook gebruikt voor de Bethlehem Baptist Church in South Los Angeles (voorheen bekend als South Central).
De vormgeving van de woning is vrijwel compleet symmetrisch volgens de diagonale as van het grondplan, en kan daardoor vergeleken worden met het Kings Road House. De as van de woning verbindt de ruimtes in het interieur met de buitenruimtes, en gaat daarbij langs enkele hoekvensters. Vier woonkamers maken deel uit van het programma, tezamen met een keuken, een eetkamer, en een salon. De belangrijkste woonruimtes bevinden zich op de bovenverdieping, terwijl de garage en de bureelruimte zich op het gelijkvloers bevinden. Een traphal doorloopt de dubbelhoge ruimte, en zorgt voor licht in de benedenruimtes. Om de ruimtes visueel te vergroten, werden hoekramen aangebracht; deze techniek werd door Schindler veelvuldig toegepast in zijn projecten.
Als materialen werden voornamelijk beton, mahonie en glas toegepast. De benedenverdieping werd volledig in beton uitgewerkt, maar is enkel zichtbaar vanaf de achterzijde van het perceel. Een zeer licht houten frame werd toegepast op de bovenverdieping, waarbij panelen in mahonie horizontaal werden geplaatst. Over alle bouwlagen heen werden de binnenmuren bepleisterd. Pas enkele jaren na de bouw, werden druiplijsten toegevoegd aan het dak, om lekken te voorkomen.